# 林栄夫
林 栄夫（はやし よしお、1916年7月11日 - 1983年1月21日）は、日本の経済学者。東京都立大学名誉教授。専門は財政学。経済学博士（東京大学、1962年）。栃木県宇都宮市生まれ。

## 学歴
- 1929年4月：栃木県立宇都宮中学校入学
- 1934年3月：栃木県立宇都宮中学校卒業
- 1934年4月：巣鴨高等商業学校入学
- 1937年3月：巣鴨高等商業学校卒業
- 1939年4月：中央大学経済学部入学
- 1941年12月：中央大学経済学部卒業
- 1942年4月：東京商科大学本科入学
- 1944年9月：東京商科大学本科卒業
- 1962年：経済学博士「戦後日本の租税構造」（東京大学）

## 職歴
- 1939年1月：目白商業学校教諭（1942年3月まで）
- 1944年9月：神戸経済専門学校教授嘱託
- 1945年4月：神戸経済専門学校教授（1947年11月まで）
- 1947年12月：中央大学教授（1949年10月まで）
- 1949年11月：立正大学経済学研究所員
- 1950年4月：立正大学経済学部助教授（1952年4月まで）
- 1950年4月：国税庁税務講習所高等科講師を委嘱（1954年3月まで）
- 1952年5月：東京都立大学 (1949-2011)助教授
- 1953年10月：自治庁自治大学校本科講師を委嘱（1957年3月まで）
- 1956年4月：東京都立大学大学院社会科学研究科兼担
- 1959年12月：東京都立大学教授
- 1980年3月：東京都立大学退官、東京都立大学名誉教授
- 1980年4月：日本大学教授

## 著書

### 単著
- 『財政と国民所得の理論：経済循環過程における財政』（有斐閣、1951年）
- 『戦後日本の租税構造：税制批判の経済理論』）（有斐閣、1958年）
- 『ビルド・イン・スタビライザー』（至誠堂、1960年）
- 『財政論』（筑摩書房、1968年）

### 編著
- 『財政金融』（筑摩書房、1972年）

### 共編著
- （高橋長太郎）『近代財政講座（全3巻）』（春秋社、1957年-1958年）
- （篠原三代平・宮崎義一）『近代経済学講座（全4巻）』（有斐閣、1961年）
- （島恭彦）『財政学講座（全4巻）』（有斐閣、1964年-1965年）
- （柴田徳衛・高橋誠・宮本憲一）『現代財政学体系（全4巻）』（有斐閣、1972年-1974年）

### 還暦記念
- （柴田徳衛・置塩信雄・岩波一寛・中桐宏文）『現代財政論の再検討』（有斐閣、1978年）

### 追悼文集
- 『追悼林榮夫先生』（林榮夫先生追悼文集刊行会、1985年）

## 論文
- <林栄夫